# James Veitch (rose)
Pour les articles homonymes, voir James Veitch.
'James Veitch' est un cultivar de rosier obtenu en 1864 par l'horticulteur français Eugène Verdier (1829-1902). Il est dédié à l'illustre horticulteur anglais James Veitch (1815-1869) qui possédait une pépinière à Chelsea et finançait des expéditions en Chine pour collecter des roses botaniques.

## Description
Ce rosier mousseux montre des fleurs mauves aux nuances pourpre et rouge feu dont les pétales adoptent des tons ardoisés au revers en fin de floraison. Elles sont moyennes (8 à 9 cm) en corymbes au petit bouton vert au cœur et aux pétales s'enroulant en pointe. La floraison du printemps est abondante, suivie d'une très légère remontée d'automne, ce qui est rare pour une rose ancienne.
Le buisson, plutôt bas, est érigé et touffu, s'élevant de 90 cm à 105 cm. Les rameaux, les sépales, le calice et le pédoncule sont recouverts d'une mousse brune puis rougeâtre. 
Sa zone de rusticité est de 6b à 9b ; il supporte donc les hivers rigoureux. Il doit être soigné contre l'oïdium.